# Pier Lorenzo De Vita
Pier Lorenzo De Vita, né le 21 novembre 1909 à Castiglione Olona et mort le 7 avril 1990 à Domaso est un auteur de bandes dessinées italien.
Collaborateur de nombreuses publications italiennes à partir de 1934, il s'impose au milieu des années 1950 comme un des premiers producteurs de bande dessinée de l'univers Disney, et s'y consacre jusqu'à sa retraite en 1975.
Son fils Massimo, né en 1941, s'est également spécialisé dans les bandes dessinées Disney, lui qui a acquis une renommée plus grande que son père.